# Nicolás Lapentti
Nicolás Alexander Lapentti, ekvadorski profesionalni tenisač, * 13. avgust 1976, Guayaquil.
Nicolás Lapentti ima pet naslovov ATP, njegova najboljša uvrstitev med posamezniki pa je bila št. 6 na svetu leta 2000 po uvrstitvi v polfinale OP Avstralije. Dosegel je tudi četrtfinale Wimbledona 2002.
Njegovi najbolj odmevni trenutki na turnirjih Masters 1000 so bili v Hamburgu 1999, Parizu 1999, Indian Wellsu 2000 in Rimu 2001, kjer je prišel do polfinala, na ATP Tour 500 pa je zmagal na turnirjih Indianapolis 1999 in Kitzbühel 2001 ter se uvrstil v finale v Tokiu 2000.
Ekvador je predstavljal na teniškem delu poletnih olimpijskih iger 1996.